# Mercedes Cup 2003
Mercedes Cup 2003 — тенісний турнір, що проходив на ґрунтових кортах у місті Штутгарт, Німеччина з 14 липня . Належав до категорії ATP International Series Gold.

## Фінальна частина

### Одиночний розряд
Гільєрмо Кор'я —  Томмі Робредо 6–2, 6–2, 6–1

### Парний розряд
Томаш Цибулець /  Павел Візнер —  Євген Кафельников /  Кевін Ульєтт 3–6, 6–3, 6–4